# ذوب‌شده
ذوب‌شده رمانی نوشته عباس معروفی، نویسنده و روزنامه‌نگار معاصر ایرانی مقیم آلمان است.

## خلاصه کتاب
ذوب‌شده سرگذشت یک نویسنده را روایت می‌کند که در محیطی دشوار شروع به نوشتن می‌کند و در قصه ای که می‌نویسد گم می‌شود.